# Oberhausen an der Appel

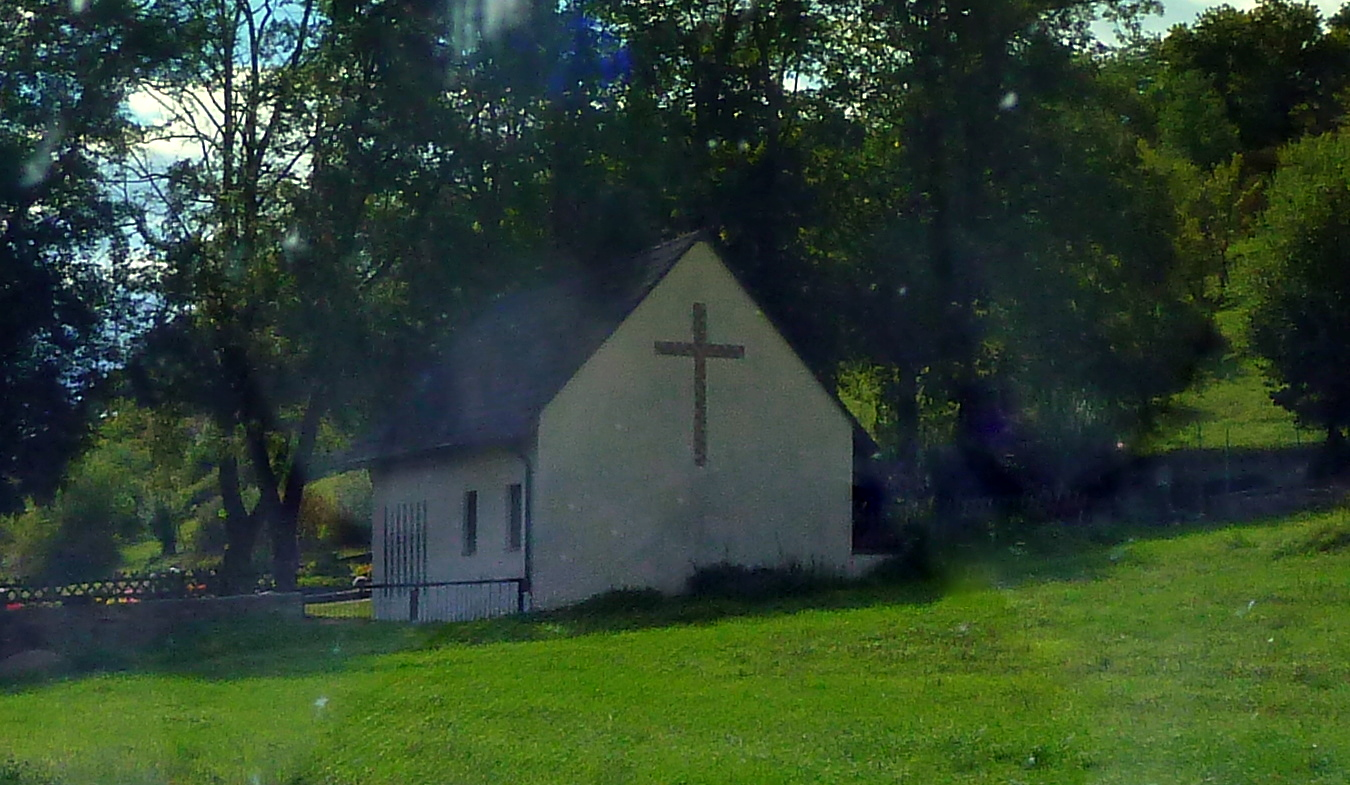
Ortsbild von Oberhausen an der Appel

Oberhausen an der Appel ist eine Ortsgemeinde im Donnersbergkreis in Rheinland-Pfalz. Sie gehört der Verbandsgemeinde Nordpfälzer Land an, die ihren Verwaltungssitz in der Gemeinde Rockenhausen und eine zusätzliche Verwaltungsstelle in Alsenz hat.

## Geographie
Oberhausen liegt im Nordpfälzer Bergland. Im Norden befindet sich Münsterappel, im Osten Kriegsfeld, im Westen Alsenz und südlich liegt Gaugrehweiler. Die nächstgelegenen Städte sind Bad Kreuznach, Rockenhausen und Kaiserslautern.
Durch die Gemeinde fließt der Appelbach. Vor Ort nimmt der von rechts den Gutenbach auf, alternativ Kallenbach genannt.

## Geschichte
In einer Urkunde Otto des Großen vom 4. Juni 940 wurde Oberhausen erstmals erwähnt. Während der Zeit der Stammesherzogtümer lag der Ort im Herzogtum Franken. Im Dreißigjährigen Krieg verlor Oberhausen alle Einwohner. Erst in der zweiten Hälfte des 17. Jahrhunderts kam wieder neues Leben in die Gemeinde.  Bis 1708 gehörte der Ort der Grafschaft Sponheim und unterstand dort dem Oberamt Kreuznach. Ende des 18. Jahrhunderts gehörte der Ort zur Kurpfalz.
Von 1798 bis 1814, als die Pfalz Teil der Französischen Republik (bis 1804) und anschließend Teil des Napoleonischen Kaiserreichs war, war die Gemeinde in den Kanton Obermoschel eingegliedert und unterstand der Mairie Niederhausen. 1815 hatte der Ort 173 Einwohner. Im selben Jahr gehörte der Ort zunächst zu Österreich. Ein Jahr später wurde er der bayerischen Rheinpfalz zugeschlagen. Von 1818 bis 1862 war Ober-Hausen – so die damalige Schreibweise – Bestandteil des Landkommissariat Kirchheim, das anschließend in ein Bezirksamt umgewandelt wurde.
Am 1. Dezember 1900 wechselte die Gemeinde in das neu geschaffene Bezirksamt Rockenhausen. Ab 1939 war der Ort Bestandteil des Landkreises Rockenhausen. Nach dem Zweiten Weltkrieg wurde Oberhausen innerhalb der französischen Besatzungszone Teil des 1946 neu gebildeten Landes Rheinland-Pfalz. 1961 hatte die Gemeinde insgesamt 241 Einwohner. Im Zuge der ersten rheinland-pfälzischen Verwaltungsreform wechselte die Gemeinde in den neu geschaffenen Donnersbergkreis. 1972 wurde sie der neu gebildeten Verbandsgemeinde Alsenz-Obermoschel zugeschlagen. Seit 2020 ist Oberhausen Bestandteil der Verbandsgemeinde Nordpfälzer Land.

## Religion
Die im Ort lebenden Juden wurden in Münsterappel begraben.

## Politik

### Ortsbürgermeister
Klaus Glass ist seit 2019 Ortsbürgermeister von Oberhausen an der Appel.
Sein Vorgänger war Thomas Dinges.

### Wappen
| Wappen von Oberhausen an der Appel | Blasonierung: „Gespalten von Gold und Blau, rechts ein roter Löwe, blaubezungt, -bewehrt und -bekrönt, links über grünem Schildfuß eine silberne Kirche, rot bedacht und mit goldenem Turmkreuz.“ |
| Wappen von Oberhausen an der Appel | |

## Kultur und Sehenswürdigkeiten

### Kulturdenkmäler

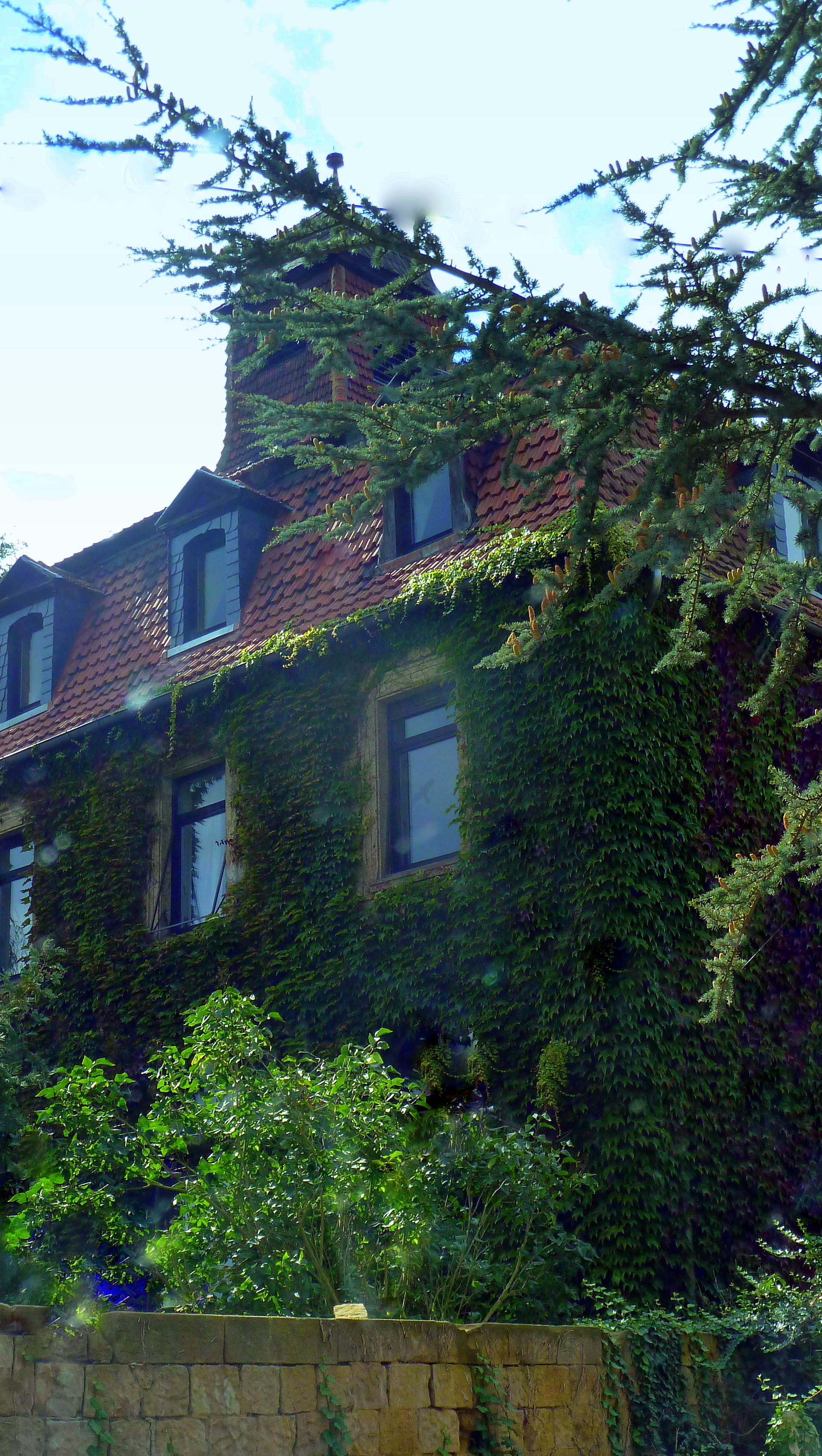
Ehemaliges Schulgebäude

Die Borngasse ist als Denkmalzone ausgewiesen. Hinzu kommen insgesamt sechs Einzelobjekte, die unter Denkmalschutz stehen, darunter das ehemalige Schulgebäude.

### Natur
Einziges Naturdenkmal vor Ort sind die acht Speierlinge.

## Wirtschaft und Infrastruktur

### Wirtschaft
Um 1830 bis 1910 hatten die Oberhausener Steinbrüche Hochkonjunktur. Viele Sandsteinfassaden in der Region stammen aus dieser Zeit, unter anderem die Brücke über den Appelbach. Der im Zeitraum von 1999 bis 2017 errichtete Windpark Alsenz erstreckt sich teilweise über das Gebiet der Ortsgemeinde.

### Verkehr
Im Ort kreuzen sich die Landesstraßen 399 und 400. Erstere stellt eine Verbindung nach Kirchheimbolanden her und letztere mit Wöllstein sowie Rockenhausen. Über die A 63 im Osten und die A 61 im Nordosten besteht Anschluss an den Fernverkehr. Durch Oberhausen führen die von Behles Bus betriebenen Buslinien 902 und 914. Nächstgelegener Bahnhof ist Alsenz an der Alsenztalbahn.

### Tourismus
Durch Oberhausen führen außerdem der Appelbach-Radweg und der mit einem roten Balken markierte Fernwanderweg Donnersberg–Donon.